# エレーナ・ゴルチャコワ
エレーナ・ゴルチャコワ (ロシア語: Еле́на Его́ровна Горчако́ва、1933年5月17日 - 2002年1月27日)は、ソビエト連邦の陸上競技選手。1952年ヘルシンキ、1964年東京オリンピックの銅メダリストである。

## やり投
ゴルチャコワは、やり投の選手として1952年ヘルシンキオリンピックに出場し、チェコスロバキアのダナ・ザトペコワ、同じソ連のアレクサンドラ・チュジナに次いで銅メダルを獲得。
ゴルチャコワは、12年後の1964年東京オリンピックに再度出場。予選で62.40mの世界新記録を樹立するも、決勝では、記録が伸びず、57.06mに終わり、ルーマニアのミハエラ・ペネス、ハンガリーのマールタ・ルダシュに敗れ、銅メダルという結果に終わった。

## 主な実績
| 年   | 大会             | 場所                     | 種目   | 結果 | 記録   |
| ---- | ---------------- | ------------------------ | ------ | ---- | ------ |
| 1952 | オリンピック     | ヘルシンキ(フィンランド) | やり投 | 3位  | 49.76m |
| 1961 | ユニバーシアード | ソフィア(ブルガリア)     | やり投 | 1位  | 51.39m |
| 1964 | オリンピック     | 東京(日本)               | やり投 | 3位  | 57.06m |